# Mar Groga
La mar Groga, o el mar Groc (en xinès 黄海, Huang Hai; en coreà 황해, Hwang Hae), també anomenada mar de l'Oest a Corea (en coreà 서해, Seo Hae), és la part septentrional de la mar de la Xina Oriental, que al seu torn és una part de l'oceà Pacífic. Banya la costa nord-oriental de la Xina i la costa occidental de la península de Corea. El seu nom ve de les partícules de sorra que li donen aquell color a l'aigua, provinents del riu Groc o Huang He.
Ocupa una àrea de prop de 417.000 km², tot i que és molt poc profund, ja que la seva profunditat màxima és de sols 105 metres.
És un dels quatre mars anomenats amb noms de colors comuns (els altres són la mar Negra, la Mar Roja i la Mar Blanca), i el seu nom és descriptiu del color groc daurat de l'aigua carregada de llim que descarreguen els principals rius.
La badia més interna del nord-oest de la mar Groga s'anomena Bo Hai (abans Petxihli Bay o Txihli Bay), on desemboquen alguns dels rius més importants del nord de la Xina, com el riu Groc (a través de la província de Shandong i la seva capital Jinan), el riu Hai (a través de Pequín i Tianjin) i el riu Liao (a través de la província de Liaoning). L'extensió nord-est del mar Groc s'anomena badia de Corea, a la qual desemboquen el riu Yalu, el riu Chongchon i el riu Taedong.
La badia de Corea, entre la província xinesa de Liaoning i la costa nord-occidental de Corea del Nord, també és una part de la mar Groga. El mar de Bohai i la badia de Corea estan separades per la península de Liaodong, amb la ciutat de Dalian a la punta meridional.
Des del 1r de novembre del 2018, la Mar Groga també forma part de les «zones de pau» entre Corea del Nord i Corea del Sud.

## Geografia

### Extensió
L'Organització Hidrogràfica Internacional defineix els límits del Mar Groc (que també anomena «Hwang Hai») de la següent manera:
| « | El mar Groc està separat del mar del Japó pel límit des de l'extrem sud de la península de Haenam a Jeollanam-do fins a l'illa de Jeju i dividit en el mar de la Xina Oriental pel límit des de l'extrem oest de l'illa de Jeju fins a l'estuari del riu Iang-Tsé. | » |

### Fisiografia

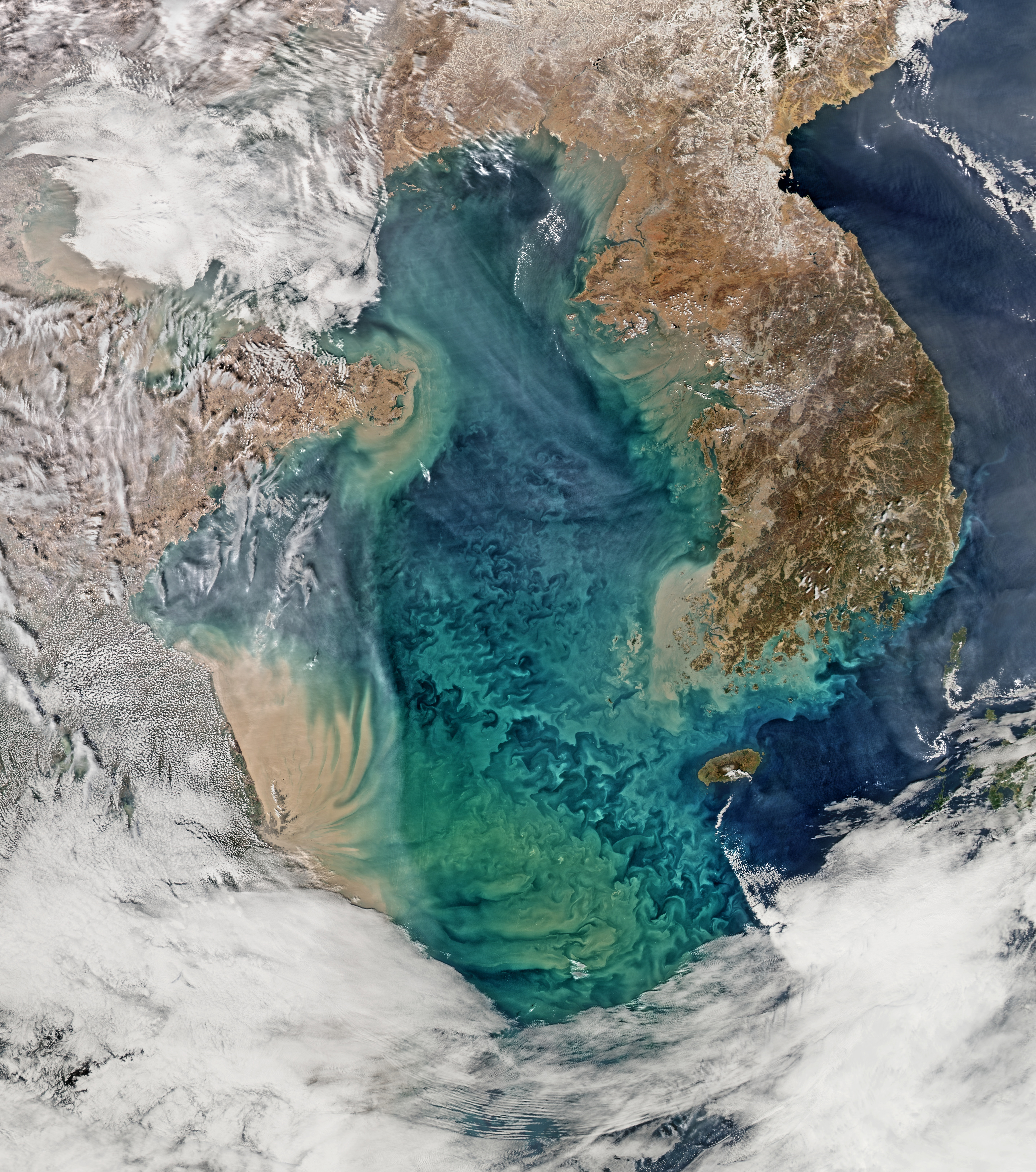
El sediment marró s'aboca al mar Groc des dels rius de l'est de la Xina i Corea. Els nutrients del sediment poden ser responsables de la floració del fitoplàncton vist com a remolins de color blau-verd.

El mar Groc, excloent el Bohai, s'estén al voltant de 960 km de nord a sud i uns 700 km d'est a oest; té una superfície aproximada de 380.000 km² i un volum d'uns 17.000 km³. La seva profunditat és de només de 44 m de mitjana, amb un màxim de 152 m. El mar és una secció inundada de la plataforma continental que es va formar després de l'última edat glacial (fa uns 10.000 anys) quan el nivell del mar va augmentar 120 m als seus nivells actuals. La profunditat augmenta gradualment de nord a sud. El fons i les costes del mar estan dominats per la sorra i el llim portats pels rius a través del mar de Bohai (Riu Liao, Riu Groc, Riu Hai) i la badia de Corea (riu Yalu). Aquests dipòsits, juntament amb les tempestes de sorra, són els responsables del color groguenc de l'aigua que fa referència al nom del mar. El mar rep anualment tanta sorra i llim de rius com el riu Groc, que en realitat es converteix en un color groc daurat.
Els mars que envolten Corea, que ocupen un racó del nord-est asiàtic, limiten amb la «nació insular» per l'est, el sud i l'oest. Corea els ha anomenat Mar de l'Est, Mar del Sud i Mar de l'Oest (oficialment coneguts com a Mar Groga), respectivament.
Les principals illes del mar inclouen Anmado, Baengnyeongdo, Daebudo, Deokjeokdo, Gageodo, Ganghwado, Hauido, Heuksando, Hongdo, Jeju, Jindo, Muuido, Sido, Silmido, Sindo, Wando, Yeongpyeongdo i Illa de Yeonpyeong (Corea del Sud).

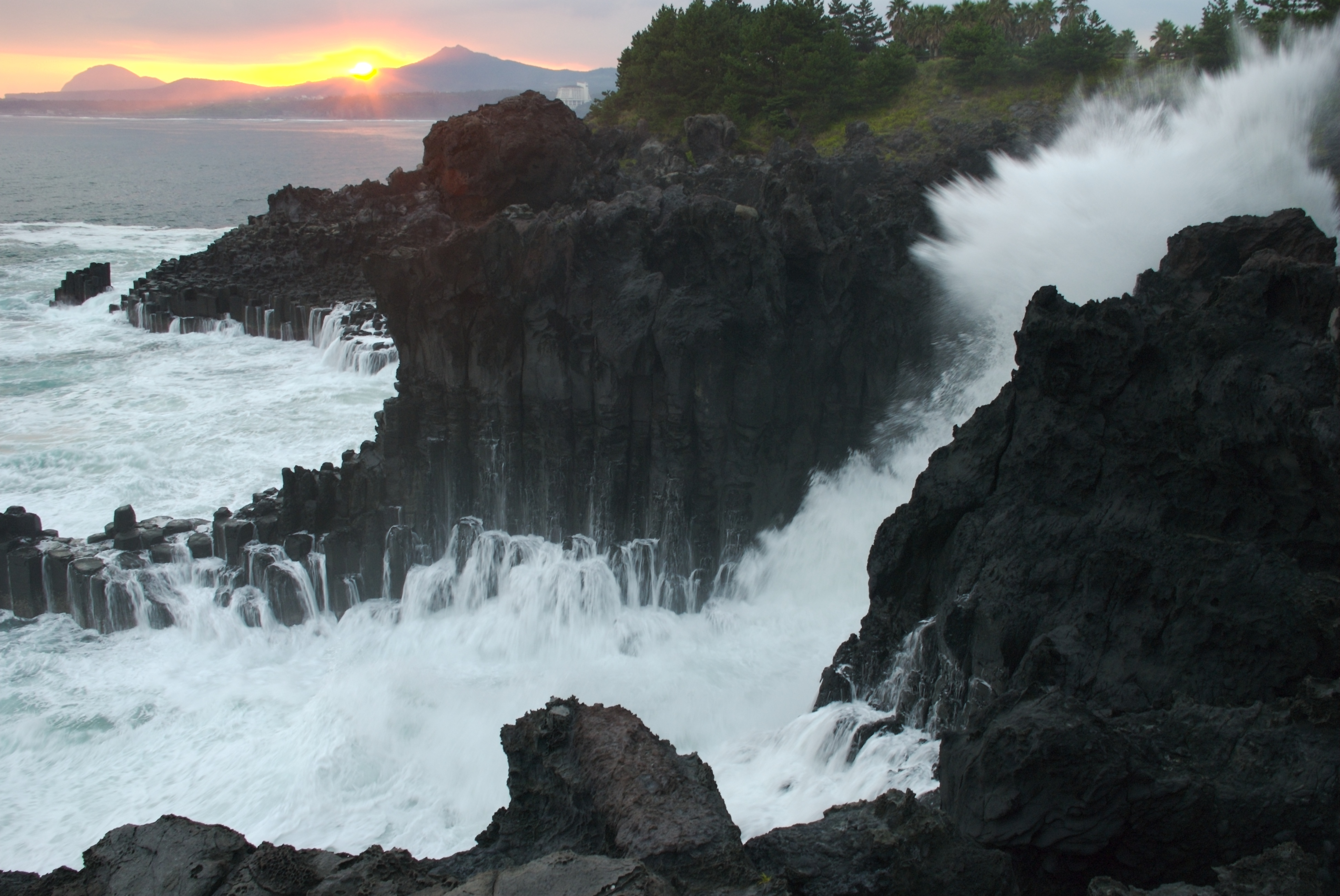
Onades estavellant-se a l'illa de la província de Jeju

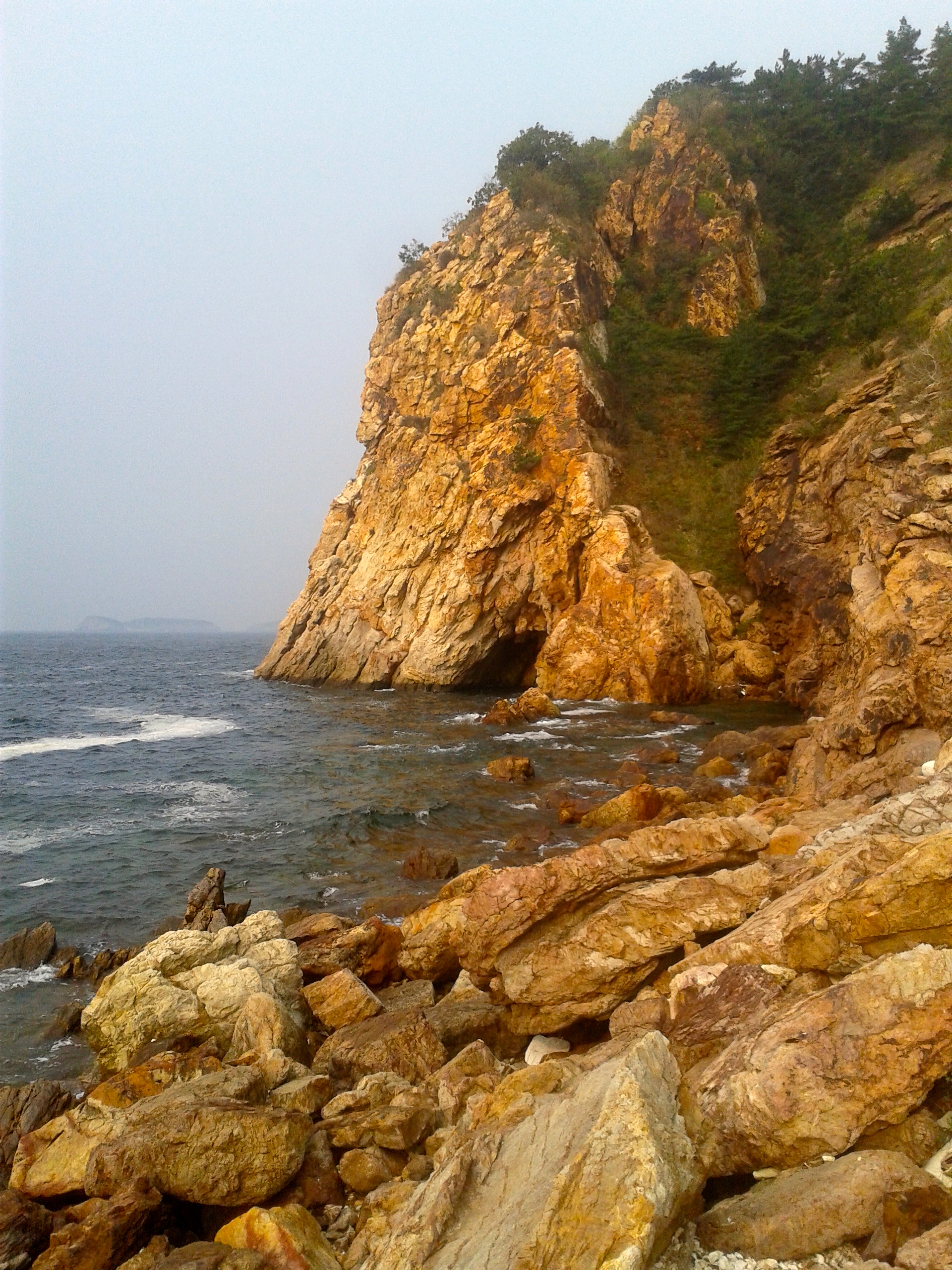
Costa rocosa a Dalian, Liaoning, Xina

### Clima i hidrologia

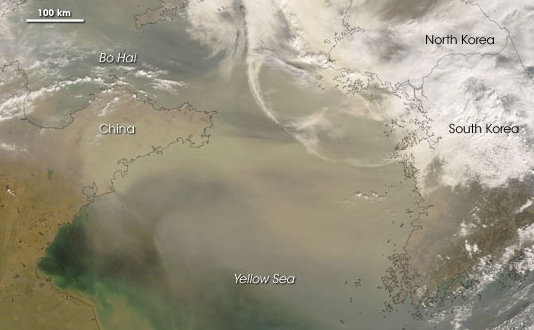
Imatge de satèl·lit d'una tempesta de pols sobre Àsia oriental el 2 de març de 2008

La zona té hiverns freds i secs amb forts monsons del nord que bufen des de finals de novembre fins a març. Les temperatures mitjanes de gener són de -10 °C al nord i 3 °C al sud. Els estius són humits i càlids amb tifons freqüents entre juny i octubre. Les temperatures de l'aire oscil·len entre els 10 i 28 °C. La precipitació mitjana anual augmenta des d'uns 500 mm al nord fins a 1.000 mm al sud. La boira és freqüent al llarg de les costes, especialment a les zones d'aigua freda aflorant.
El mar té un corrent de cicló càlid, que forma part del corrent de Kuroshio, que divergeix prop de la part occidental del Japó i flueix cap al nord al mar Groc a una velocitat inferior a 0,8 km/h. Els corrents cap al sud predominen prop de la costa del mar, especialment en el període monsònic d'hivern.
La temperatura de l'aigua és propera a la congelació a la part nord a l'hivern, de manera que es formen blocs de gel a la deriva i camps de gel continus que dificulten la navegació entre novembre i març. La temperatura i la salinitat de l'aigua són homogènies en tota la profunditat. Les aigües del sud són més càlides entre 6 i 8 °C. A la primavera i l'estiu, la capa superior s'escalfa pel sol i es dilueix amb l'aigua dolça dels rius, mentre que l'aigua més profunda roman freda i salina. Aquesta aigua profunda s'estanca i es mou lentament cap al sud. Al voltant d'aquesta massa d'aigua es troben peixos comercials de fons, especialment a la seva part sud. Les temperatures d'estiu oscil·len entre els 22 i els 28 °C. La salinitat mitjana és relativament baixa, de 30 ‰ al nord i de 33 a 34 ‰ al sud, baixant a 26 ‰ o més a prop dels deltes fluvials. A la temporada del monsó del sud-oest (de juny a agost) l'augment de les pluges i l'escorrentia redueixen encara més la salinitat de la capa superior del mar. La transparència de l'aigua augmenta des d'uns 10 m al nord fins a 45 m al sud.
Les marees són semidiürnes, és a dir, pugen dues vegades al dia. La seva amplitud varia entre uns 0,9 i 3 m a la costa de la Xina. Les marees són més altes a la península de Corea, normalment oscil·len entre 4 i 8 m i assolint el màxim a la primavera. El sistema de marees gira en sentit contrari a les agulles del rellotge. La velocitat del corrent de marea és generalment inferior a 1,6 km/h al mig del mar, però pot augmentar a més de 5,6 km/h prop de les costes. Les marees més ràpides arriben a 20 km/h i es donen a l'estret de Myeongnyang entre l’illa de Jindo i la península de Corea.
Les variacions del nivell del mar relacionades amb la marea donen lloc a un pas terrestre de 2,9 km de llarg i de 10 a 40 km d'ample durant aproximadament una hora entre les illes Jindo i Modo. L'esdeveniment es produeix aproximadament dues vegades l'any, a principis de maig i a mitjan juny. S'havia celebrat durant molt de temps en un festival local anomenat «Jindo Sea Parting Festival», però va ser en gran part desconegut per al món exterior fins al 1975, quan l'ambaixador francès Pierre Randi va descriure el fenomen en un diari francès.

## Flora i fauna

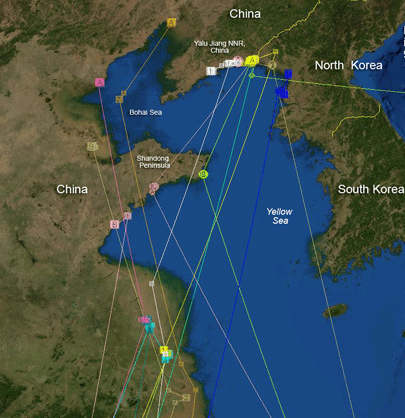
Camins de migració i zones de descans del tètol cuabarrat al mar Groc.

El mar és ric en algues (predominantment laminarials, Laminaria japonica), cefalòpodes, crustacis, mariscs, cloïsses, i sobretot en cianobacteris que floreixen a l'estiu i contribueixen al color de l'aigua. Per exemple, la producció d'algues a la zona va arribar a 1,5 milions de tones el 1979 només per a la Xina. L'abundància de totes aquestes espècies vegetals i animals augmenta cap al sud i indica una alta productivitat del mar, que explica la diversitat d'espècies de peixos i un alt rendiment de peix del mar. Al Mar Groc s'han descobert recentment diverses espècies de gòbids noves per a la ciència.
La part sud del mar Groc, inclosa tota la costa oest de Corea, conté un cinturó de 10 km de fangs intermareals, que té una superfície total de 2850 km² i es manté entre 4 i 10 m. Aquests plans estan formats per sediments altament productius amb una rica fauna bentònica i són de gran importància per als limícoles migratoris i les aus litorals. Les enquestes mostren que la zona és el lloc més important per a les aus migratòries en migració cap al nord a tota la ruta migratòria d'Àsia oriental-Australàsia, amb més de 35 espècies que es troben en nombres importants a escala internacional. Dos milions d'ocells, com a mínim, hi passen en aquell moment, i aproximadament la meitat d'aquest nombre l'utilitzen en la migració cap al sud. Uns 300.000 ocells migratoris transitaven anualment només per la zona plana de marea de Saemangeum. Tanmateix, aquest estuari va ser embassat per Corea del Sud entre 1991 i 2006, cosa que va provocar l'assecament de la terra. La recuperació de terres també va ocupar el 65% de l'àrea intermareal a la Xina entre la dècada de 1950 i el 2002, i a partir de 2005 hi havia plans per recuperar un 45% més.
Les poblacions de megafauna oceànica, com ara mamífers marins, tortugues marines i peixos més grans, han disminuït en els temps moderns, no només a causa de la contaminació sinó també a causa de la caça. La caça industrial de balenes japonesa i les operacions massives il·legals de la Unió Soviètica amb el suport del Japó han estat els principals motors de la disminució de la població. Les espècies que resideixen a la zona avui inclouen foques tacades i cetacis com ara rorqual minke, orques assassines, falses orques assassines i marsopes sense aletes, però, tanmateix, totes les restes d'espècies enumerades podrien estar en nombres molt reduïts. Històricament, les balenes grans eren molt abundants tant per estiuejar com per hivernar al mar Groc i Bohai. Per exemple, històricament es va presentar una població única de rorquals comuns i balenes grises o possiblement va acollir algunes balenes franques del Pacífic Nord i balenes geperudes (es van observar 3 balenes, inclosa una parella de vedells de vaca) al comtat de Changhai el 2015) durant tot l'any, excepte els individus migratoris, i moltes altres espècies migratòries com ara les balenes amb bec de Baird. Fins i tot les balenes blaves, els lleons marins japonesos, els dugongos (només a les regions del sud) i les tortugues llaüt solien reproduir-se o migrar als mars Groc i Bohai.
Les foques tacades són l'única espècie resident al mar Groc. Un santuari per a aquestes foques es troba a Baengnyeongdo, que també és conegut per les seves marsopes sense aletes. També se sap que els grans taurons blancs depreden les foques de la zona.

## Economia

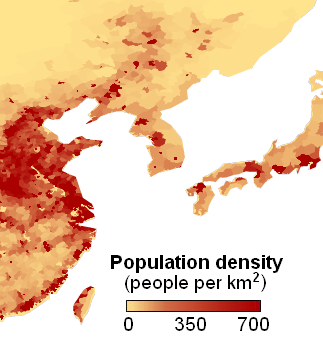
Un mapa de la densitat de població al voltant del mar Groc a l'Àsia oriental (1994)

Les costes del mar Groc estan molt densament poblades, aproximadament 250 hab/km². Les aigües marines havien estat utilitzades per a la pesca pels vaixells xinesos, coreans i japonesos durant segles. Les capes inferiors són especialment riques en peix. S'exploten comercialment unes 200 espècies de peixos, especialment daurades, corvins espàrids, sinodòntids, llagostins, triquiúrids, trachurus japonicus, calamars, anguil·liforms, monacàntids, clupea pallasii, llisa i meduses. La intensitat de la pesca ha anat augmentant gradualment a la Xina i Corea i disminuint al Japó. Per exemple, els volums de producció de la Xina van passar de 619.000 tones el 1985 a 1.984.400 tones el 1996. Totes les espècies estan sobreexplotades, però, i mentre que les captacions totals augmenten, la població de peixos disminueix contínuament per a la majoria de les espècies.
La navegació és una altra activitat tradicional a la Mar Groga. Els principals ports xinesos són Dalian, Tianjin, Tsingtao i Qinhuangdao. Els principals ports de Corea del Sud al Mar Groc són Inchon, Gunsan i Mokpo, i el de Corea del Nord és Nampo, l'exportació de Pyongyang. El ferri de tren de Bohai ofereix una drecera entre la Península de Liaodong i Shandong. Un accident naval important va tenir lloc el 24 de novembre de 1999 a Yantai, Shandong, Xina, quan el ferri xinès Dashun de 9.000 tones es va incendiar i es va bolcar en un mar agitat. Unes 300 persones van morir, convertint-se en el pitjor incident marítim de la Xina.
L'exploració de petroli ha tingut èxit a les parts del mar xinès i nord-coreà, amb les reserves provades i estimades d'uns 9.000 i 20.000 milions de tones, respectivament. Tanmateix, l'estudi i l'exploració del mar es veuen una mica obstaculitzats per l'insuficient intercanvi d'informació entre els països implicats. La Xina va iniciar col·laboracions amb companyies petrolieres estrangeres el 1979, però aquesta iniciativa va declinar més tard.
Un vessament de petroli considerable es va produir el 16 de juliol de 2010 quan un oleoducte va explotar al port nord-est de Dalian, provocant un incendi a gran escala i escampant unes 1.500 tones de petroli per uns 430 km². El port havia estat tancat i la pesca suspesa fins a finals d'agost. Es van mobilitzat vuit-cents vaixells de pesca i 40 embarcacions especialitzades per pal·liar els danys ambientals.

## Estat del medi ambient
La Mar Groga es considera una de les zones marines més degradades del planeta. La pèrdua d'hàbitats costaners naturals a causa de la recuperació de terres ha donat lloc a la destrucció de més del 60% dels aiguamolls de marea al voltant de la costa del Mar Groc en aproximadament cinquanta anys. El ràpid desenvolupament costaner per a l'agricultura, l'aqüicultura i el desenvolupament industrial es consideren els principals motors de la destrucció costanera a la regió. Aquest grau de pèrdua de superfície, contaminació generalitzada, floracions d'algues i disminucions de la fauna d'invertebrats i vertebrats han donat lloc a la classificació d'aquest ecosistema com a amenaçat.
A més de la recuperació de terres, l'ecosistema del Mar Groc s'enfronta a diversos problemes ambientals greus. La contaminació és generalitzada i s'ha produït un deteriorament de la qualitat de l'hàbitat pelàgic i bentònic, i amb freqüència es produeixen floracions d'algues nocives. La invasió d'espècies introduïdes està tenint un efecte perjudicial en el medi ambient del Mar Groc. Hi ha 25 espècies introduïdes de manera intencionada i 9 espècies introduïdes no intencionadament al Gran Ecosistema Marí del Mar Groc. La disminució de la biodiversitat, la pesca i els serveis ecosistèmics al Mar Groc és generalitzada.
Les planes de marea del Mar Groc es consideren en perill d'extinció.

## Ubicació de les zones de pau coreanes
El 1r de novembre de 2018, funcionaris del Ministeri de Defensa Nacional de Corea del Sud van confirmar que els militars de Corea del Nord i del Sud havien establert «zones de pau» a la zona del Mar Groc que toca la línia de demarcació de Corea del Nord i del Sud. També es va crear una zona d'amortiment a la Línia Límit Nord (NLL) del Mar Groc.